# Viburnum hoanglienense
Viburnum hoanglienense är en desmeknoppsväxtart som beskrevs av J.M.H.Shaw, Wynn-jones och V.D.Nguyen. Viburnum hoanglienense ingår i släktet olvonsläktet, och familjen desmeknoppsväxter. Inga underarter finns listade i Catalogue of Life.